# Color Me Barbra
Color Me Barbra é o sétimo álbum de estúdio da cantora estadunidense Barbra Streisand, lançado em março de 1966, e associado ao seu segundo especial de TV homônimo na CBS. 
O título faz um trocadilho com o nome da cantora e o uso de filmagem em cores do especial, o que na época atraía altos índices de audiência.
O especial de TV é dividido em três atos: o primeiro foi filmado no Museu de Arte de Filadélfia e inclui performances de "Yesterday" e "One Kiss", além de uma paródia do "Minute Waltz" de Chopin; o segundo ato, gravado nos estúdios da CBS, tem temática circense com interações de Streisand com vários animais; o terceiro apresenta performances de canções inéditas e de discos anteriores, como "Anywhere I Hang My Hat Is A Home" e "C'est Si Bon". 
Para promover o álbum, a Columbia Records lançou dois compactos simples: "Where Am I Going?" e "Sam, You Made the Pants Too Long", que alcançaram modestas posições na Billboard Hot 100, mas tiveram melhor desempenho na parada Adult Contemporary.
A crítica recebeu o álbum de forma positiva, com William Ruhlmann do AllMusic dando-lhe três estrelas de cinco. "Color Me Barbra" também recebeu três indicações ao Grammy Awards de 1966. 
Comercialmente, o álbum estreou na posição 130 da Billboard 200, atingiu o pico no número 3 e permaneceu na lista por 36 semanas. Foi certificado com disco de ouro pela Recording Industry Association of America (RIAA) e apareceu em paradas de sucessos internacionais.
Em 1986, uma fita VHS do especial foi lançada, seguida de uma inclusão em uma caixa de DVDs em 2005, e o DVD individualmente em 2007. Em 2018, Streisand anunciou que o especial estaria disponível para streaming na Netflix.

## Especial de TV
As canções fazem parte de seu segundo especial de TV (também chamado Color Me Barbra) na emissora CBS. O título é um jogo de palavras com o nome da cantora e o fato de que a filmagem foi feita em cores, o que, na época, garantia altos índices de audiência.
O especial é dividido em três atos, a saber: no primeiro, tem-se as gravações que ocorreram no Museu de Arte de Filadélfia, que equivalem aos vinte primeiros minutos, nos quais ela canta canções como "Yesterday" e "One Kiss". Além disso, há uma paródia da música de Frédéric Chopin, "Minute Waltz", na qual ela está caracterizada como Maria Antonieta.
O segundo, gravado nos estúdios da CBS, é dedicado à temática circense, no qual interage com animais que vão desde cães até pinguins.
O terceiro é reservado para performances de canções inéditas e de discos anteriores, tais como: "Anywhere I Hang My Hat Is A Home", "C'est Si Bon", "Where Am I Going?" e "Starting Here, Starting Now".
No Brasil, foi exibido na extinta TV Tupi, com o nome de Minha Colorida Barbra.

### Disponibilidade
A revista Billboard, em 1 de novembro de 1986, anunciou o lançamento de uma fita VHS com o especial via CBS/Fox Video, que incluía uma nova introdução feita por Streisand, na qual ela falava sobre os bastidores.
O VHS atingiu a posição de número três entre os vídeos mais vendidos na lista da revista Billboard, de 31 de janeiro de 1987, permanecendo na lista por 27 semanas. Em 6 de dezembro de 1987, recebeu um disco de ouro da RIAA por mais de 50 mil cópias vendidas.
Em 2005, a Columbia lançou uma caixa que continha cinco DVDs, cada um com um dos cinco especiais lançados nas décadas de 1960 e 1970, incluindo Color Me Barbra. O DVD foi lançado individualmente em 2007.
Em 2018, a cantora anunciou em seu Twitter que os fãs poderiam assistir ao especial por streaming via Netflix, ainda naquele mesmo ano.

## Promoção e divulgação
Em relação ao álbum, a Columbia Records o promoveu com o lançamento de dois compactos simples das canções "Where Am I Going?" (que tem como lado B "You Wanna Bet") e "Sam, You Made the Pants Too Long" (que traz "The Minute Waltz" como lado B). Esses compactos atingiram os picos de números 94 e 98, respectivamente, na Billboard Hot 100, com a primeira alcançando o pico de número quatro na parada Adult Contemporary da mesma revista.

## Recepção crítica
As resenhas da crítica especializada foram favoráveis. 
William Ruhlmann, do site AllMusic, avaliou com três estrelas de cinco e escreveu que apesar de algumas canções ("Gotta Move" e "Non C'est Rien") não serem boas, no geral, o álbum traz canções consistentes.
Além disso, recebeu três indicações ao Grammy Awards de 1966, nas categorias: Álbum do ano, Melhor performance feminina pop e Best Album Cover Other Than Classical.

## Desempenho comercial
Comercialmente, estreou na posição de número 130, na parada musical Billboard 200 na semana que terminou em 9 de abril de 1966. Alcançou sua posição máxima, o número 3, em 30 de abril de 1966, e permaneceu 36 semanas na lista.
Em 20 de abril de 1966, a Recording Industry Association of America (RIAA) certificou-o com um disco de ouro por mais de 500 mil cópias vendidas nos Estados Unidos.
Nas paradas de sucessos ao redor do mundo, também conseguiu aparecer na Austrália (no número cinco), Alemanha (no número 33) e Noruega (no número quinze).

## Lista de faixas
Créditos adaptados do LP Color Me Barbra, de 1966, e do DVD My Name Is Barbra, de 2006.
| N.º | Título | Compositor(es)                                | Duração |  |
| 1.  | "Yesterdays" | Otto Harbach, Jerome Kern                     | 3:05    |  |
| 2.  | "One Kiss" | Oscar Hammerstein II, Sigmund Romberg         | 2:11    |  |
| 3.  | "The Minute Waltz" | Lan O'Kun                                     | 1:59    |  |
| 4.  | "Gotta Move" | Peter Matz                                    | 2:01    |  |
| 5.  | "Non C'est Rien" | Michel Jourdan, Armand Canfora, Joseph Basile | 3:27    |  |
| 6.  | "Where or When" | Lorenz Hart, Richard Rodgers                  | 3:06    |  |
| 7.  | "Medley" (Animal Crackers in My Soup / Funny Face / That Face / They Didn't Believe Me / Were Thine That Special Face / I've Grown Accustomed to Her Face / Let's Face the Music and Dance / Sam, You Made the Pants Too Long / What's New Pussycat? / Small World / I Love You / I Stayed Too Long At The Fair / Look at That Face) | Vários                                        | 9:00    |  |
| 8.  | "C'est Si Bon (It's So Good)" | Jerry Seelan, Andre Hornez, Henri Betti       | 3:40    |  |
| 9.  | "Where Am I Going?" | Dorothy Fields, Cy Coleman                    | 2:50    |  |
| 10. | "Starting Here, Starting Now" | Richard Maltby, Jr., David Shire              | 2:53    |  |

| Color Me Barbra (DVD) | |         |  |
| N.º                   | Título | Duração |  |
| 1.                    | "Introduction" |         |  |
| 2.                    | "Draw Me A Circle" |         |  |
| 3.                    | "Yesterdays" |         |  |
| 4.                    | "One Kiss" |         |  |
| 5.                    | "The Minute Waltz" |         |  |
| 6.                    | "Gotta Move" |         |  |
| 7.                    | "Non C'est Rien" |         |  |
| 8.                    | "Where Or When" |         |  |
| 9.                    | "Monologue - Pets" |         |  |
| 10.                   | "Medley" (Animal Crackers In My Soup / Funny Face / The Face / They Didn't Believe Me / Were Thine That Special Face / I've Grown Accustomed To Her Face / Let's Face The Music And Dance / Sam You Made The Pants Too Long / What's New Pussycat? / Who's Afraid Of The Big Bad Wolf? / Small World / Try To Remember / Spring Again) |         |  |
| 11.                   | "I Stayed Too Long At The Fair" |         |  |
| 12.                   | "Look At That Face" |         |  |
| 13.                   | "Any Place I Hang My Hat Is Home" |         |  |
| 14.                   | "It Had To Be You" |         |  |
| 15.                   | "C'est Si Bon (It's So Good)" |         |  |
| 16.                   | "Where Am I Going?" |         |  |
| 17.                   | "Starting Here Starting Now" |         |  |

## Tabelas

### Tabelas semanais
| Tabela musical                        | Melhor posição |
| ------------------------------------- | -------------- |
| Alemanha (Offizielle Deutsche Charts) | 33             |
| Australian Albums (Kent Music Report) | 5              |
| Estados Unidos (Billboard 200)        | 3              |
| Noruega (VG-lista)                    | 15             |

## Certificações e vendas
| País                                        | Certificação | Vendas  |
| ------------------------------------------- | ------------ | ------- |
| Estados Unidos (RIAA)                       | Ouro         | 500,000 |
| Estados Unidos (RIAA) (Music videocassette) | Ouro         | 50,000  |